# Њењинце
Њењинце (слч. Nenince) насељено је мјесто са административним статусом сеоске општине (слч. obec) у округу Вељки Кртиш, у Банскобистричком крају, Словачка Република.

## Становништво
| Година:    | 1994. | 2004.   | 2014.   | 2024.   |
| ---------- | ----- | ------- | ------- | ------- |
| Број људи: | 1400  | 1390    | 1361    | 1261    |
| Разлика:   |       | -0,71 % | -2,08 % | -7,34 % |

| Година:    | 2023. | 2024.   |
| ---------- | ----- | ------- |
| Број људи: | 1282  | 1261    |
| Разлика:   |       | -1,63 % |

Према подацима о броју становника из 2011. године насеље је имало 1.394 становника.